# Blue Adams
Danny L. „Blue” Adams (Miami, Florida, 1979. október 15. –) amerikai amerikaifutball-játékos és -edző, 2024-től a Michigan State Spartans másodedzője. A 2003-as NFL-draft 7. fordulójában a Detroit Lions kiválasztotta.

## Játékosként

### Középiskolai
A Miami Senior középiskolában negyedévesként elnyerte az All-State és All-County elismeréseket.

### Egyetemi
1998 és 2002 között a Cincinnati Bearcats tagja volt; 1999-ben orvosi pihenőre küldték. 2001-ben elnyerte az All-Conference elismerést és 2002-ben az év legértékesebb védőjátékosának választották. Diplomáját 2003-ban szerezte kriminológia szakon.

### Profi
A 2003-as NFL-draft 7. fordulójában a Detroit Lions kiválasztotta. 2003. július 23-án szerződtették, szeptember 8-án rúgták ki. Szeptember 10-én a Tampa Bay Buccaneers gyakorlócsapatának tagja lett, majd október 8-ától a Jacksonville Jaguars nyolc mérkőzésén játszott. 2004. március 22-én szerződését meghosszabbították, majd augusztus 30-án kirúgták. Augusztus 31-e és szeptember 5-e között a Chicago Bears játékosa volt.
2005. január 10-én opciós szerződést írt alá a Buccaneersszel, majd a szezonban tíz mérkőzésen a düsseldorfi Rhein Fire-nél játszott és elnyerte az All-Europe elismerést. 2006-ban tizenhat mérkőzésen játszott.
2007. május 7-én a Cincinnati Bengals játékosa lett; szeptember 2-án kirúgták, de 26-án újraszerződtették. 2007-ben 13 mérkőzésen játszott, majd 2008. július 24-én távozott a csapattól. 2008. július 26-a és szeptember 2-a között az Atlanta Falcons, 2009. január 14-e és június 25-e között pedig a Montreal Alouettes játékosa volt.

## Edzőként
A 2010-es szezont a Purdue Boilermakers helyetteseként, a 2011-est pedig a Northern Iowa Panthers másodedzőjeként töltötte. 2012 és 2015 között a Miami Dolphins defensive backjeinek edzőhelyettese volt, majd 2016. március 7-én a West Virginia Mountaineers cornerbackjeinek edzője lett.
2017. február 7-én két szezonra a South Florida Bulls defensive backjeinek edzője lett, majd 2019 és 2023 között az Oregon State Beavers másodedzője volt. Ugyanezen pozíciót 2024-től a Michigan State Spartansnél tölti be.

## Fordítás
- Ez a szócikk részben vagy egészben  a   Blue Adams című angol Wikipédia-szócikk ezen változatának fordításán alapul.  Az eredeti cikk szerkesztőit annak laptörténete sorolja fel. Ez a jelzés csupán a megfogalmazás eredetét és a szerzői jogokat jelzi, nem szolgál a cikkben szereplő információk forrásmegjelöléseként.